# Луций Мемий (трибун 89 пр.н.е.)
Вижте пояснителната страница за други личности с името Луций Мемий.
Луций Мемий или Гай Мемий Луции filius Galeria tribu (на латински: Lucius Memmius; Gaius Memmius Lucii filius Galeria tribu) е политик на Римската република през началото на 1 век пр.н.е. Произлиза от фамилията Мемии.
През 89 пр.н.е. той е народен трибун заедно с Луций Касий, Гай Папирий Карбон, Марк Плавций Силван и Луций Калпурний Пизон.